# Lista de emissoras da TV Aparecida
Esta é uma lista que contém as emissoras que retransmitem a programação da TV Aparecida. Além disso, a lista contém ainda as operadoras de TV por assinatura que contam com o sinal da emissora em seu line-up e às antigas afiliadas da rede e suas respectivas afiliações atuais.

## Geradora
| Grupo                            | Emissora     | Cidade, UF           | Canal   | Prefixo |
| -------------------------------- | ------------ | -------------------- | ------- | ------- |
| Fundação Nossa Senhora Aparecida | TV Aparecida | Aparecida, São Paulo | 59 (19) | ZYB 905 |

## Afiliadas
| Grupo                                     | Emissora           | Cidade, UF  | Canal    | Prefixo |
| ----------------------------------------- | ------------------ | ----------- | -------- | ------- |
| Pontifícia Universidade Católica de Goiás | PUC TV Goiás       | Goiânia, GO | 24 (22)  | ZYA 586 |
| TV Cidade Orquídea Ltda.                  | TV Cidade Orquídea | Sumaré, SP  | 40 (34)  | —       |
| Diocese de Tubarão                        | TV Tubá            | Tubarão, SC | 20 (TVC) | —       |

## Retransmissoras

### Alagoas
| Cidade              | Canal Analógico | Canal Digital |
| ------------------- | --------------- | ------------- |
| Arapiraca           | —               | 17 UHF        |
| Boca da Mata        | 24 UHF          | —             |
| Delmiro Gouveia     | 16 UHF          | —             |
| Maceió              | —               | 24 (25 UHF)   |
| Palmeira dos Índios | 17 UHF          | —             |
| Penedo              | 19 UHF          | —             |

### Amapá
| Cidade | Canal  |
| ------ | ------ |
| Macapá | 50 UHF |

### Amazonas
| Cidade                   | Canal Analógico | Canal Digital |
| ------------------------ | --------------- | ------------- |
| Manaus                   | —               | 26 (25 UHF)   |
| São Gabriel da Cachoeira | 10 VHF          | —             |

### Bahia
| Cidade   | Canal  |
| -------- | ------ |
| Salvador | 23 UHF |

### Ceará
| Cidade            | Canal  |
| ----------------- | ------ |
| Fortaleza         | 38 UHF |
| Juazeiro do Norte | 19 UHF |

### Distrito Federal
| Cidade     | Canal  |
| ---------- | ------ |
| Brasília   | 33 UHF |
| Brazlândia | 33 UHF |

### Espírito Santo
| Cidade       | Canal  |
| ------------ | ------ |
| Muniz Freire | 4 VHF  |
| Vitória      | 30 UHF |

### Maranhão
| Cidade   | Canal       |
| -------- | ----------- |
| São Luís | 48 (49 UHF) |

### Mato Grosso
| Cidade        | Canal       |
| ------------- | ----------- |
| Alta Floresta | 16 UHF      |
| Cáceres       | 15 UHF      |
| Cuiabá        | 14 (15 UHF) |
| Rondonópolis  | 15 UHF      |

### Mato Grosso do Sul
| Cidade       | Canal Analógico | Canal Digital |
| ------------ | --------------- | ------------- |
| Campo Grande | —               | 48 (47 UHF)   |
| Corumbá      | 23 UHF          | —             |

### Minas Gerais
| Cidade              | Canal Analógico | Canal Digital |
| ------------------- | --------------- | ------------- |
| Alagoa              | 3 VHF           | —             |
| Alfenas             | 32 UHF          | —             |
| Areado              | 12 VHF          | —             |
| Barão de Monte Alto | 22 UHF          | —             |
| Belo Horizonte      | —               | 44 UHF        |
| Cambuí              | 5 VHF / 20 UHF  | —             |
| Campos Gerais       | 32 UHF          | —             |
| Delfinópolis        | 2 VHF           | —             |
| Extrema             | 30 UHF          | —             |
| Ibirité             | —               | 44 UHF        |
| Itabira             | 29 UHF          | —             |
| Juiz de Fora        | —               | 25 UHF        |
| Medina              | 25 UHF          | —             |
| Montes Claros       | 35 UHF          | —             |
| Munhoz              | 7 VHF           | —             |
| Muriaé              | 44 UHF          | —             |
| Nova Serrana        | 57 UHF          | —             |
| Pará de Minas       | 28 UHF          | —             |
| Patrocínio          | 48 UHF          | —             |
| Pedra Azul          | 20 UHF          | —             |
| Perdigão            | 30 UHF          | —             |
| Uberaba             | —               | 22 (43 UHF)   |

### Pará
| Cidade    | Canal Analógico | Canal Digital |
| --------- | --------------- | ------------- |
| Belém     | —               | 27 (28 UHF)   |
| Inhangapi | 27 UHF          | —             |

### Paraíba
| Cidade         | Canal Analógico | Canal Digital |
| -------------- | --------------- | ------------- |
| Cajazeiras     | 41 UHF          | —             |
| Campina Grande | —               | 5 (38 UHF)    |
| Guarabira      | 36 UHF          | —             |
| João Pessoa    | —               | 21 (38 UHF)   |
| Pilõezinhos    | 13 VHF          | —             |

### Paraná
| Cidade    | Canal Analógico | Canal Digital |
| --------- | --------------- | ------------- |
| Cascavel  | —               | 34 (44 UHF)   |
| Curitiba  | —               | 44 (45 UHF)   |
| Londrina  | —               | 16 (32 UHF)   |
| Paranaguá | —               | 44 UHF        |
| Reserva   | 18 UHF          | —             |
| Toledo    | —               | 33 (44 UHF)   |
| Umuarama  | —               | 16 UHF        |

### Pernambuco
| Cidade                   | Canal Analógico | Canal Digital |
| ------------------------ | --------------- | ------------- |
| Afogados da Ingazeira    | —               | 30 UHF        |
| Arcoverde                | 21 UHF          | —             |
| Caruaru                  | —               | 41 UHF        |
| Garanhuns                | 21 UHF          | —             |
| Ipojuca                  | —               | 30 UHF        |
| Jupi                     | 21 UHF          | —             |
| Pesqueira                | 24 UHF          | —             |
| Recife                   | —               | 23 (43 UHF)   |
| Santa Cruz do Capibaribe | 36 UHF          | —             |
| Serra Talhada            | 27 UHF          | 29 UHF        |
| Vitória de Santo Antão   | —               | 30 UHF        |

### Piauí
| Cidade   | Canal  |
| -------- | ------ |
| Teresina | 41 UHF |

### Rio de Janeiro
| Cidade         | Canal  |
| -------------- | ------ |
| Paracambi      | 18 UHF |
| Rio de Janeiro | 46 UHF |

### Rio Grande do Norte
| Cidade  | Canal  |
| ------- | ------ |
| Mossoró | 41 UHF |
| Natal   | 46 UHF |

### Rio Grande do Sul
| Cidade       | Canal       |
| ------------ | ----------- |
| Porto Alegre | 59 (43 UHF) |

### Rondônia
| Cidade             | Canal       |
| ------------------ | ----------- |
| Ariquemes          | 32 UHF      |
| Porto Velho        | 33 (32 UHF) |
| Candeias do Jamari | 33 (32 UHF) |

### Roraima
| Cidade    | Canal  |
| --------- | ------ |
| Boa Vista | 41 UHF |

### Santa Catarina
| Cidade        | Canal       |
| ------------- | ----------- |
| Florianópolis | 43 (42 UHF) |

### São Paulo
| Cidade                | Canal       |
| --------------------- | ----------- |
| Adamantina            | 57 (18 UHF) |
| Araraquara            | 38 UHF      |
| Cruzeiro              | 41 UHF      |
| Fernandópolis         | 53 (14 UHF) |
| Itapetininga          | 24 UHF      |
| Itu                   | 18 UHF      |
| Jundiaí               | 41 UHF      |
| Leme                  | 38 UHF      |
| Pindamonhangaba       | 18 UHF      |
| Ribeirão Preto        | 20 UHF      |
| São José do Rio Preto | 38 UHF      |
| São José dos Campos   | 41 UHF      |
| São Manuel            | 31 (16 UHF) |
| São Paulo             | 41 UHF      |
| Sorocaba              | 16 (18 UHF) |
| Tatuí                 | 40 UHF      |
| Tietê                 | 18 UHF      |
| Ubatuba               | 41 UHF      |
| Valparaíso            | 17 (36 UHF) |

### Sergipe
| Cidade        | Canal  |
| ------------- | ------ |
| Aracaju       | 46 UHF |
| Itabaiana     | 36 UHF |
| São Cristóvão | 46 UHF |

### Tocantins
| Cidade | Canal       |
| ------ | ----------- |
| Gurupi | 14 UHF      |
| Palmas | 46 (47 UHF) |

## Via satélite

### Digital

#### Star One C3
- Posição: 75º Oeste

| Frequência | Taxa de símbolos | Polarização | FEC | PID Vídeo | PID Áudio | PCR | Período de operação | Referências |
| ---------- | ---------------- | ----------- | --- | --------- | --------- | --- | ------------------- | ----------- |
| Banda C    |                  |             |     |           |           |     |                     |             |
| 3954 MHz   | 6666 Ksps        | Vertical    | 3/4 | 33        | 34/35     | 33  | Desde 2014          | [ 5 ]       |

#### Star One D2
- Posição: 70º Oeste

Nos receptores compatíveis com o sistema SAT HD Regional atuais, o número do canal é padronizado.
| Frequência | Taxa de símbolos | Polarização | FEC | PID Vídeo | PID Áudio | PCR | Canal virtual | Período de operação | Referências              |
| ---------- | ---------------- | ----------- | --- | --------- | --------- | --- | ------------- | ------------------- | ------------------------ |
| Banda C    |                  |             |     |           |           |     |               |                     |                          |
| 3983 MHz   | 4573 Ksps        | Vertical    | 3/4 | 308       | 257/258   | 309 | —             | Desde 2014          | [ 7 ]                    |
| 3637 MHz   | 2626 Ksps        | Vertical    | 3/4 | 308       | 260       | 309 | —             | 2006-2014           | [ 7 ]                    |
| Banda Ku   |                  |             |     |           |           |     |               |                     |                          |
| 11740 MHz  | 29900 Ksps       | Horizontal  | 2/3 | 201       | 211/212   | 201 | 41            | Desde 2022          | [ 7 ] [ 8 ] [ 9 ] [ 10 ] |

#### Sky Brasil-1
- Posição: 43º Oeste

Usuários de antena parabólica digital só podem assistir com um receptor compatível com o sistema Nova Parabólica, que requer um cartão de decodificação.
| Frequência | Taxa de símbolos | Polarização | Canal virtual | Período de operação | Referências   |
| ---------- | ---------------- | ----------- | ------------- | ------------------- | ------------- |
| Banda Ku   |                  |             |               |                     |               |
| 10970 MHz  | 30000 Ksps       | Vertical    | 70            | Desde 2023          | [ 11 ] [ 12 ] |

### Antigas transmissões

#### Analógico
| Satélite    | Posição   | Frequência                  | Filtro BW | Polarização | Observações                         | Período de operação | Referências   |
| ----------- | --------- | --------------------------- | --------- | ----------- | ----------------------------------- | ------------------- | ------------- |
| Banda C     |           |                             |           |             |                                     |                     |               |
| Star One D2 | 70º Oeste | 4030 MHz (1120 MHz Banda L) | 18 MHz    | Horizontal  | Desligado em 13 de outubro de 2024. | 2005-2024           | [ 13 ] [ 14 ] |

#### Digital
| Satélite        | Posição   | Frequência | Taxa de símbolos | Polarização | Período de operação | Referências |
| --------------- | --------- | ---------- | ---------------- | ----------- | ------------------- | ----------- |
| Banda C         |           |            |                  |             |                     |             |
| Brasilsat B4    | 92º Oeste | 3924 MHz   | 2967 Ksps        | Vertical    | 2005-2006           | [ 15 ]      |
| Brasilsat B3/B4 | 84º Oeste | 4070 MHz   | 2967 Ksps        | Vertical    | 2006-2013           | [ 15 ]      |
| Brasilsat B3/B4 | 84º Oeste | 3925 MHz   | 6666 Ksps        | Horizontal  | 2013-2015           | [ 15 ]      |

## TV por assinatura
| Operadora     | Canal                           |
| ------------- | ------------------------------- |
| BluTV         | 220                             |
| Claro NET     | 195 / 695 (HD)                  |
| Conect@       | 142                             |
| Oi TV         | 16                              |
| RCA           | 20 (Vitória) 67 (Nova Friburgo) |
| TV Alphaville | 194                             |
| Vivo TV       | 530                             |
| Womp          | 83 (Manaus)                     |

## Antigas afiliadas
| Emissora         | Cidade         | Estado | Canal        | Atual Afiliação                               | Período de Afiliação |
| ---------------- | -------------- | ------ | ------------ | --------------------------------------------- | -------------------- |
| TV Horizonte     | Belo Horizonte | MG     | 19 e 30 (15) | TV Cultura                                    | 2005-2018            |
| ABG Comunicações | Santos         | SP     | 43           | Extinta                                       | 2006-2017            |
| TV Educar        | Ponte Nova     | MG     | 11           | TV Horizonte                                  | 2005-2016            |
| TV Rio Verde     | Rio Verde      | GO     | 3 (48)       | TV Cultura                                    | 2016                 |
| TV Baiana        | Salvador       | BA     | 15           | TV Cultura                                    | 2006-2014            |
| TV Pantanal      | Cuiabá         | MT     | 22           | RedeTV!                                       | 2006-2014            |
| TV Eldorado      | Santa Inês     | MA     | 10           | Hoje Rede Mais Família, emissora independente | 2005-2010            |
| TV Bragança      | Bragança       | PA     | 30           | Hoje TV Educadora, afiliada à TV Nazaré       | 2006-2008            |